# Megachile delphinensis
Megachile delphinensis är en biart som beskrevs av Raymond Benoist 1962. Megachile delphinensis ingår i släktet tapetserarbin, och familjen buksamlarbin. Inga underarter finns listade i Catalogue of Life.